# Bulzeștii de Sus
Bulzeștii de Sus é uma comuna romena localizada no distrito de Hunedoara, na região histórica da Transilvânia. A comuna possui uma área de 110.04 km² e sua população era de 323 habitantes segundo o censo de 2007.